# Mikhaïl Khodorkovski
Mikhaïl Boríssovitx Khodorkovski (en rus: Михаи́л Бори́сович Ходорко́вский) (Moscou, 26 de juny del 1963) és un empresari, polític, filantrop i autor rus. Fou viceministre i després va ser empresonat.